# Jet (DC Comics)
Jet è una supereroina immaginaria pubblicata dalla DC Comics. Comparve per la prima volta in Millennium n. 2 (gennaio 1988), e fu creata da Steve Engelhart e Joe Staton.

## Biografia del personaggio
I creatori del Corpo delle Lanterne Verdi, i Guardiani, pianificarono di creare i propri successori, una razza di nuovi Guardiani sulla Terra, così uno di loro incontrò un'aliena membro delle Zamaron. I due incanalrono i loro poteri nel "Progetto Millennium", mettendo insieme dieci individui, istruendoli sulla natura del cosmo, e dotandoli di poteri metaumani e immortalità. Uno di questi era Celia Windward, una giovane donna giamaicana che viveva in Gran Bretagna, a cui i Guardiani donarono il potere dicontrollare le energie elettromagnetiche. Divenne Jet, e si unì agli altri eroi scelti dai Guardiani per formare i Nuovi Guardiani. Jet combatté contro numerosi nemici, ma contrasse una malattia letale combattendo l'"Emogoblin". Come i suoi sintomi peggiorarono, utilizzò la sua ultima quantità d'energia per respingere un'invasione aliena, che però le costò la vita.

### Un Anno Dopo
Negli eventi di Un Anno Dopo, Jet era viva, ed era la leader dei Guardiani del Globo. Rinunciò pubblicamente alle azioni delle Lanterne Verdi, dicendo che violavano le regole dei paesi stranieri, e mise sotto il suo gruppo nel tentativo di provare che i metaumani agivano senza restrizioni governative. Assemblò molti eroi non-americani, costringendo anche Crimson Fox ad unirsi a loro.
Come visto nelle pagine di Green Lantern, Jet e il suo team finirono sotto la schiavitù psichica di due Faceless Hunters.

## Poteri e abilità
- Jet possiede l'abilità di generare varie forme di onde elettromagnetiche, come le microonde, da utilizzare in un'infinità di utilizzi.
- Può lanciare raggi di calore e di forza, generare impulsi elettromagnetici, muovere e manipolare il metallo con i campi magnetici, lanciare raggi d'elettricità, e vedere nelle altre frequenze dello spettro della luce (come raggi ultravioletti ed infrarossi).
- Può volare "cavalcando" il campo elettromagnetico naturale della Terra.
- Quando utilizza i suoi poteri, i suoi capelli sembrano circondati di fiamme verdi, ma ironicamente, non possiede nessun potere collegato al fuoco.